# ZFC in het seizoen 1957/58
Het seizoen 1957/1958 was het derde jaar in het bestaan van de Zaandamse betaaldvoetbalclub ZFC. De club kwam uit in de Tweede divisie A en eindigde daarin op de eerste plaats, wat rechtstreekse promotie naar de Eerste divisie betekende. Tevens deed de club mee aan het toernooi om de KNVB beker, hierin werd de club in de voorronde, op basis van uitdoelpunten, uitgeschakeld door Helmondia '55 (4–4).

## Wedstrijdstatistieken

### Tweede divisie A
|       | Baronie | DHC   | DOSKO | EBOH  | Emma  | 't Gooi | Hilversum | LONGA | ONA   | UVS   | De Valk | Wilhelmina | Zeist |
| ----- | ------- | ----- | ----- | ----- | ----- | ------- | --------- | ----- | ----- | ----- | ------- | ---------- | ----- |
| Thuis | 5 – 2   | 3 – 0 | 1 – 0 | 2 – 0 | 2 – 0 | 1 – 1   | 2 – 0     | 6 – 1 | 4 – 0 | 0 – 0 | 0 – 0   | 3 – 3      | 4 – 0 |
| Uit   | 1 – 0   | 1 – 3 | 1 – 3 | 1 – 0 | 0 – 0 | 0 – 1   | 1 – 0     | 2 – 3 | 0 – 7 | 1 – 3 | 1 – 2   | 5 – 1      | 2 – 3 |

### KNVB beker
| Voorronde                                      | ZFC                                            | 4 – 4 (4 – 1) Helmondia '55 wint op uitdoelpunten | Helmondia '55                            |
| 1 september 1957 Plaats: Zaandam Westzanerdijk | Jan Smit –' (pen.) Cor Kat –', –' Lou de Graaf |                                                   | –', –' André Roosenburg –' Frans Stallen |

## Statistieken ZFC 1957/1958

### Eindstand ZFC in de Nederlandse Tweede divisie A 1957 / 1958
| Stand | Gespeeld | Gewonnen | Gelijk | Verloren | Punten | Doelpunten voor | Doelpunten tegen |
| ----- | -------- | -------- | ------ | -------- | ------ | --------------- | ---------------- |
| 1e    | 26       | 17       | 5      | 4        | 39     | 59              | 23               |

### Topscorers
| #      | Naam                 | Goal |
| ------ | -------------------- | ---- |
| 1.     | Cor Kat              | 24   |
| 2.     | Rudi Michel          | 11   |
| 3.     | Lou de Graaf         | 9    |
| 4.     | Bert Cornelisse      | 6    |
| 5.     | Theo de Groot        | 4    |
| 6.     | Wim van 't Kaar      | 3    |
| 7.     | Jan-Piet Bok         | 1    |
| 7.     | Willem van der Horst | 1    |
| Totaal | Totaal               | 59   |

| #      | Naam         | Goal |
| ------ | ------------ | ---- |
| 1.     | Cor Kat      | 2    |
| 2.     | Lou de Graaf | 1    |
| 2.     | Jan Smit     | 1    |
| Totaal | Totaal       | 4    |